# Präfekturuniversität für Pflegewissenschaft Ishikawa

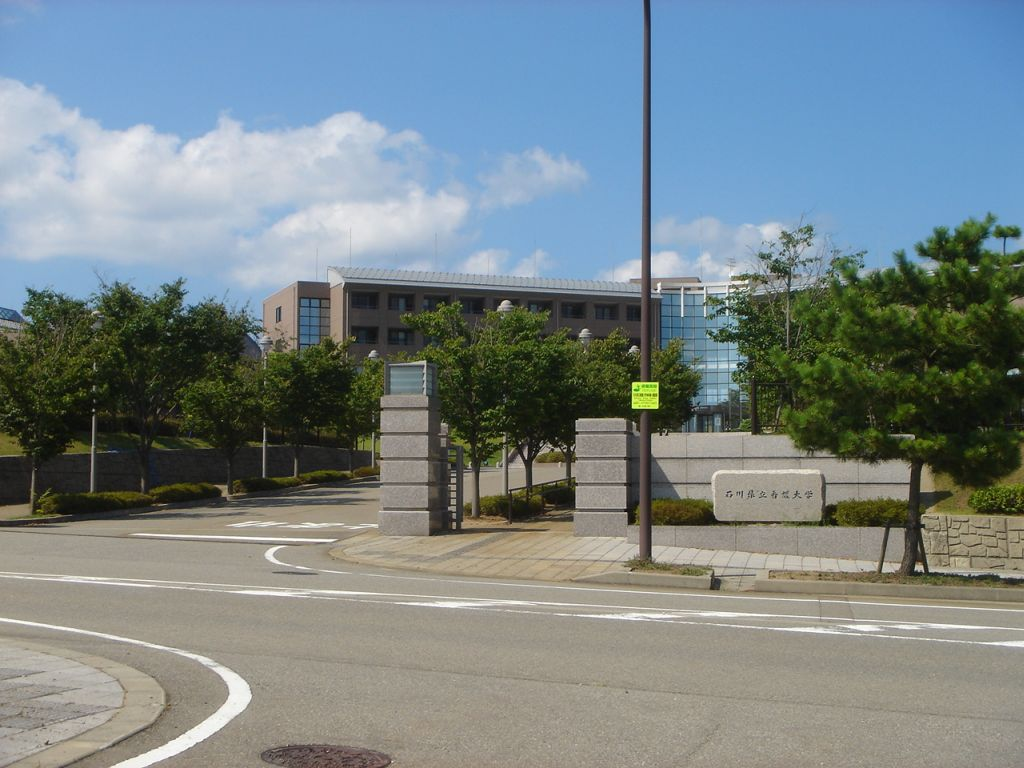
Haupteingang (2006)

Die Präfekturuniversität für Pflegewissenschaft Ishikawa (japanisch 石川県立看護大学 Ishikawa-kenritsu kango daigaku; engl. Ishikawa Prefectural Nursing University, kurz: IPNU) ist eine öffentliche Universität in Kahoku in der Präfektur Ishikawa (Japan).
Die Universität wurde 2000 gegründet. 2004 richtete sie die Graduiertenschule (Masterstudiengänge), 2006 dann den Doktorkurs.

## Fakultäten
- Fakultät für Pflegewissenschaft